# トーマス・ストザード

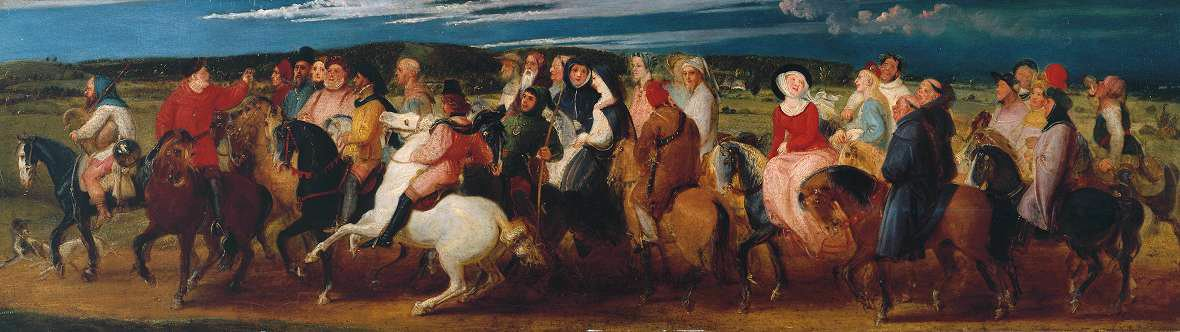
ストザード作「カンタベリーの巡礼」(1806/1807)

トーマス・ストザード（Thomas Stothard RA、1755年8月17日 - 1834年4月27日）は、イギリスの画家、版画家、イラストレーターである。

## 略歴
ロンドンのロング・エーカー(Long Acre)の裕福な旅館の家の息子に生まれた。5歳からヨークシャーの親類の家で育てられた。ヨークシャのー学校で学び、絵を描くのが好きだったので、ロンドン、Spitalfieldsの絹織物の染色職人の弟子になった。余暇に好きな文学作品のイラストを描き、雑誌「Novelist's Magazine」の編集者に才能を認められた。
1778年にロイヤル・アカデミー・オブ・アーツの学生になった。ジェイムズ・マクファーソンの『オシアン』などの挿絵を描いた後、1780年から「Novelist's Magazine」の常連の寄稿者であり、同誌に掲載されたトバイアス・スモレットの『ペリグリン・ピックルの冒険』の挿絵やサミュエル・リチャードソンの『クラリッサ』や『サー・チャールズ・グランディソンの物語』の挿絵を描いた。
1786年から友人の版画家、トーマス・フィールディング（Thomas Fielding）がストザードの原画をもとに版画を制作するようになった。
挿絵画家として多数の書物の挿絵を手がける一方、シェイクスピアなどの文学作品を題材として幻想的な油彩画も描き評価された。1782年にロイヤル・アカデミー・オブ・アーツの準会員になり、1794年に正会員に選ばれた。アカデミーの司書の助手を2年間した後、1812年から司書に任命された。
ロンドンで没した。1783年に結婚し、11人の子供が生まれた。息子には歴史的な遺物のイラストレーターとして働いたチャールズ・アルフレッド・ストザード（Charles Alfred Stothard: 1786-1821)らがいる 。

## 作品

水兵の帰還 (c.1798) Royal Museums Greenwich
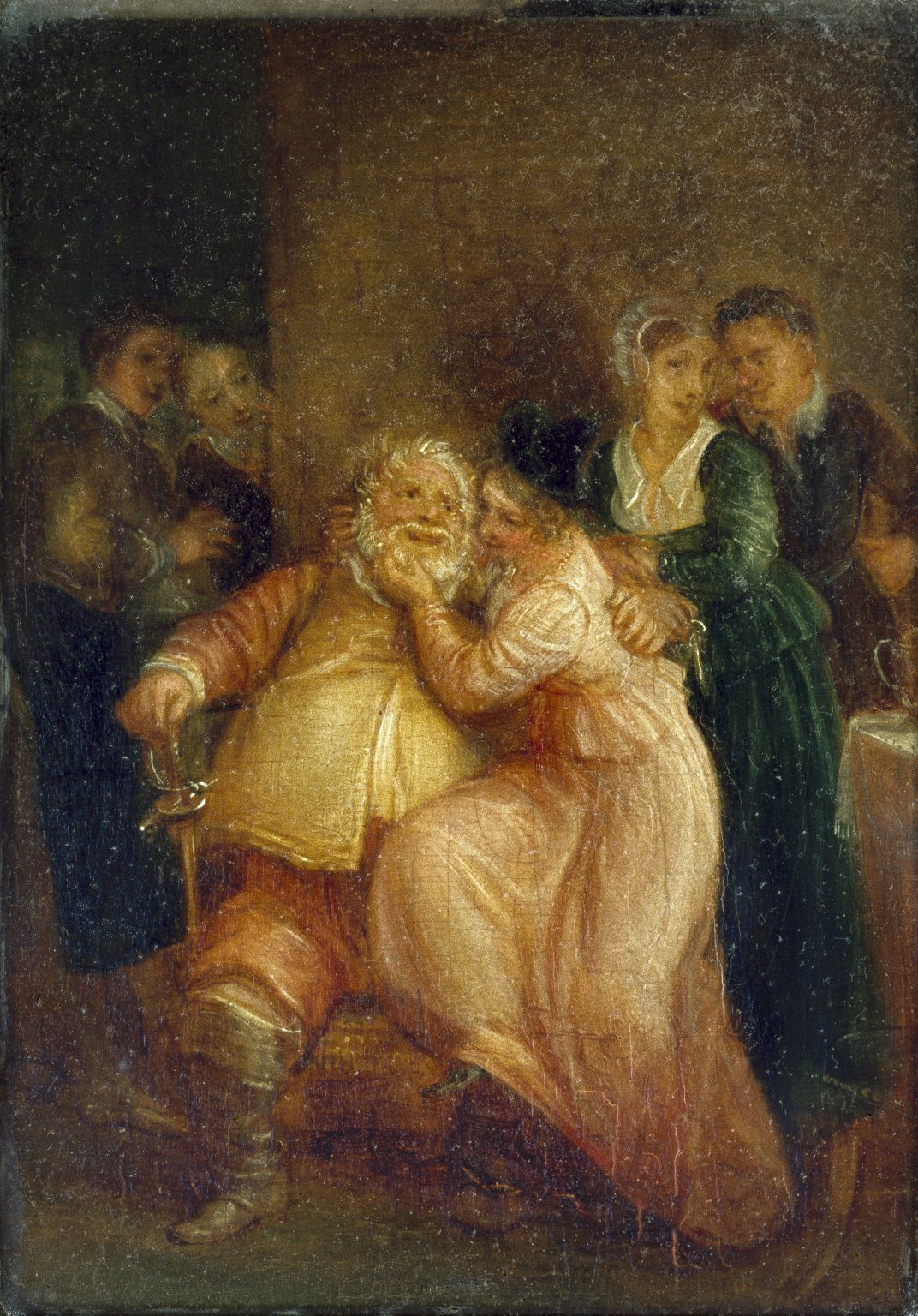
フォルスタッフとドール・ティアシート（シェークスピアから）(c.1827) Folger Shakespeare Library
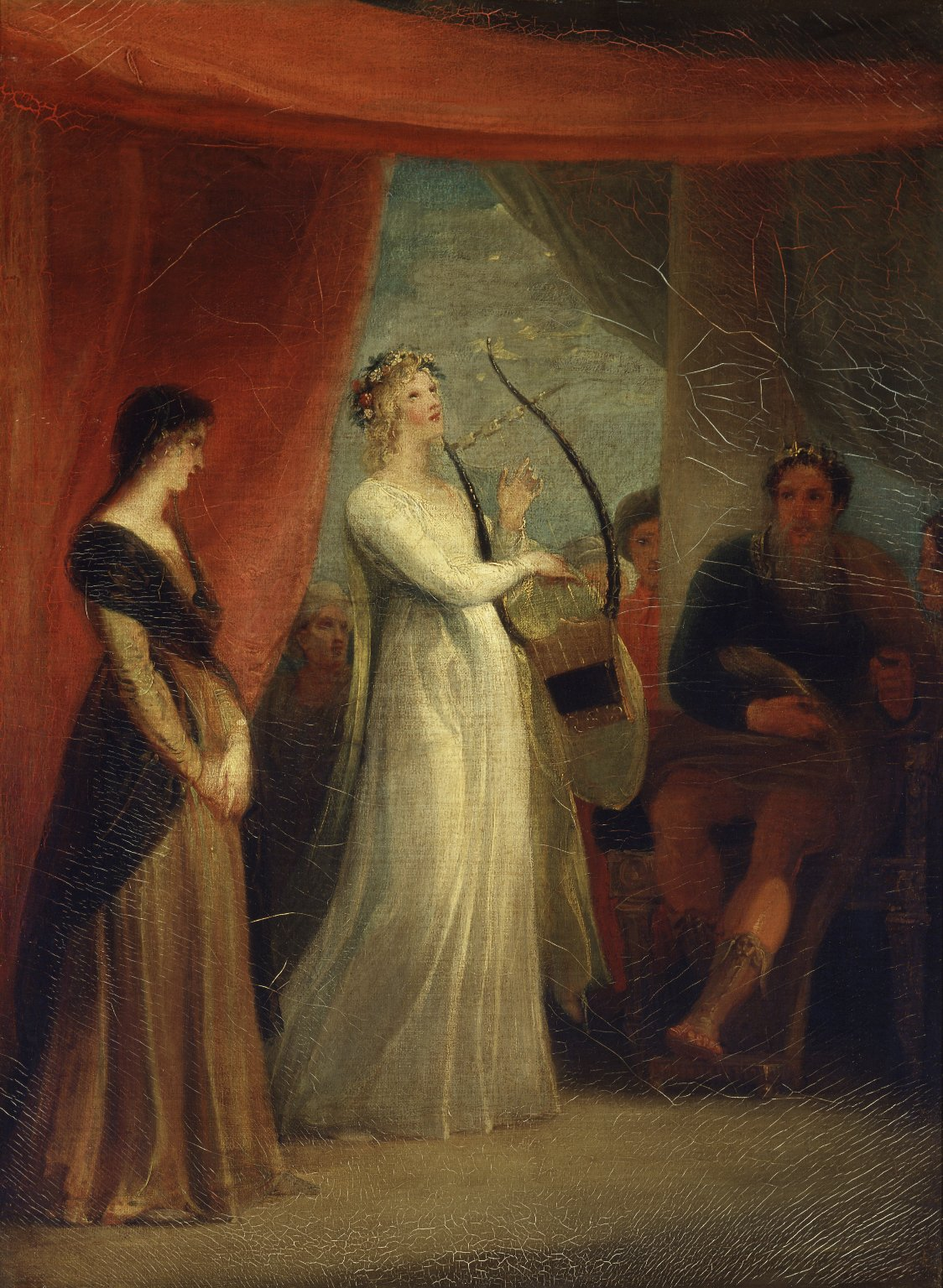
『ペリクリーズ』の場面から
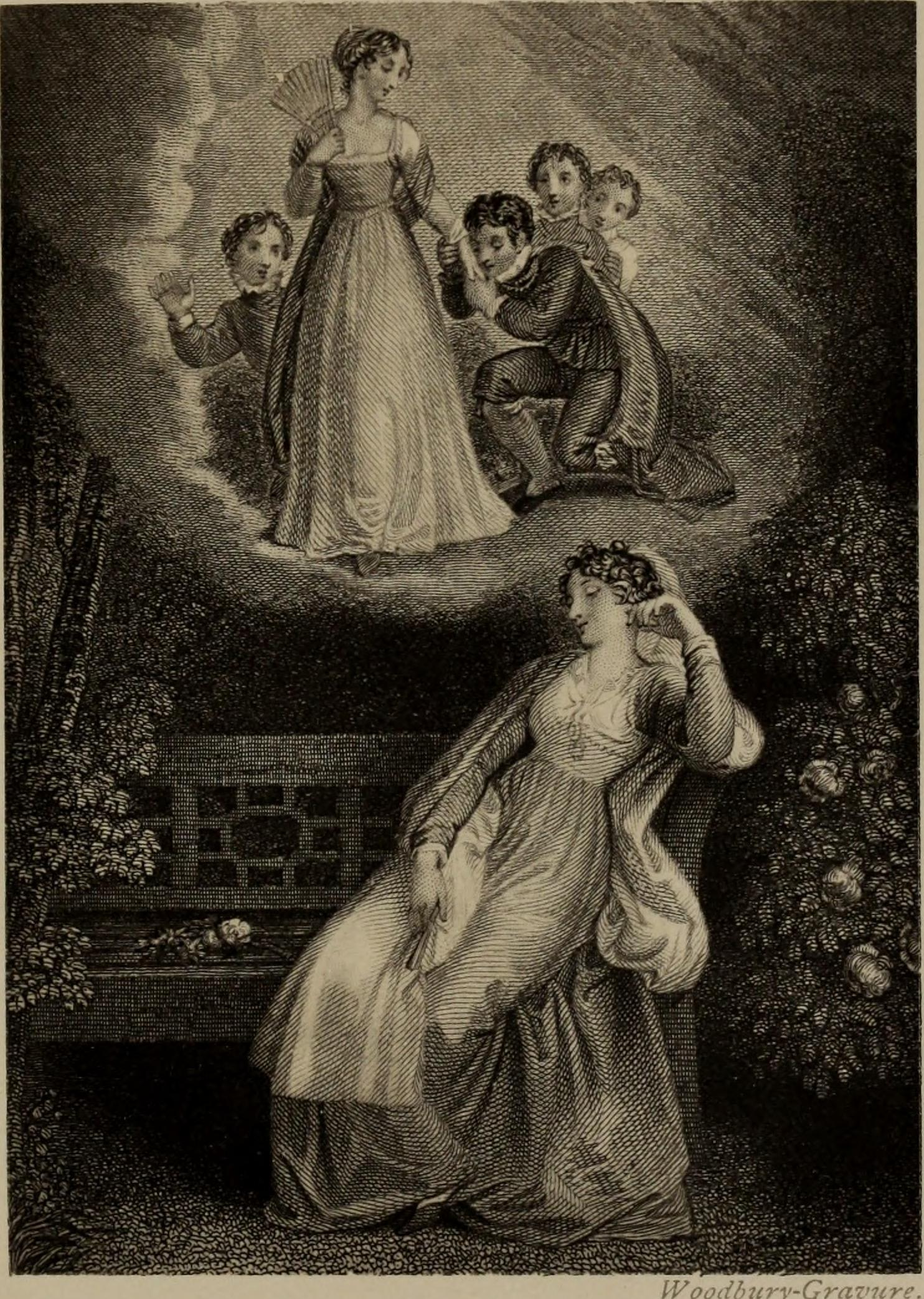
書籍挿絵

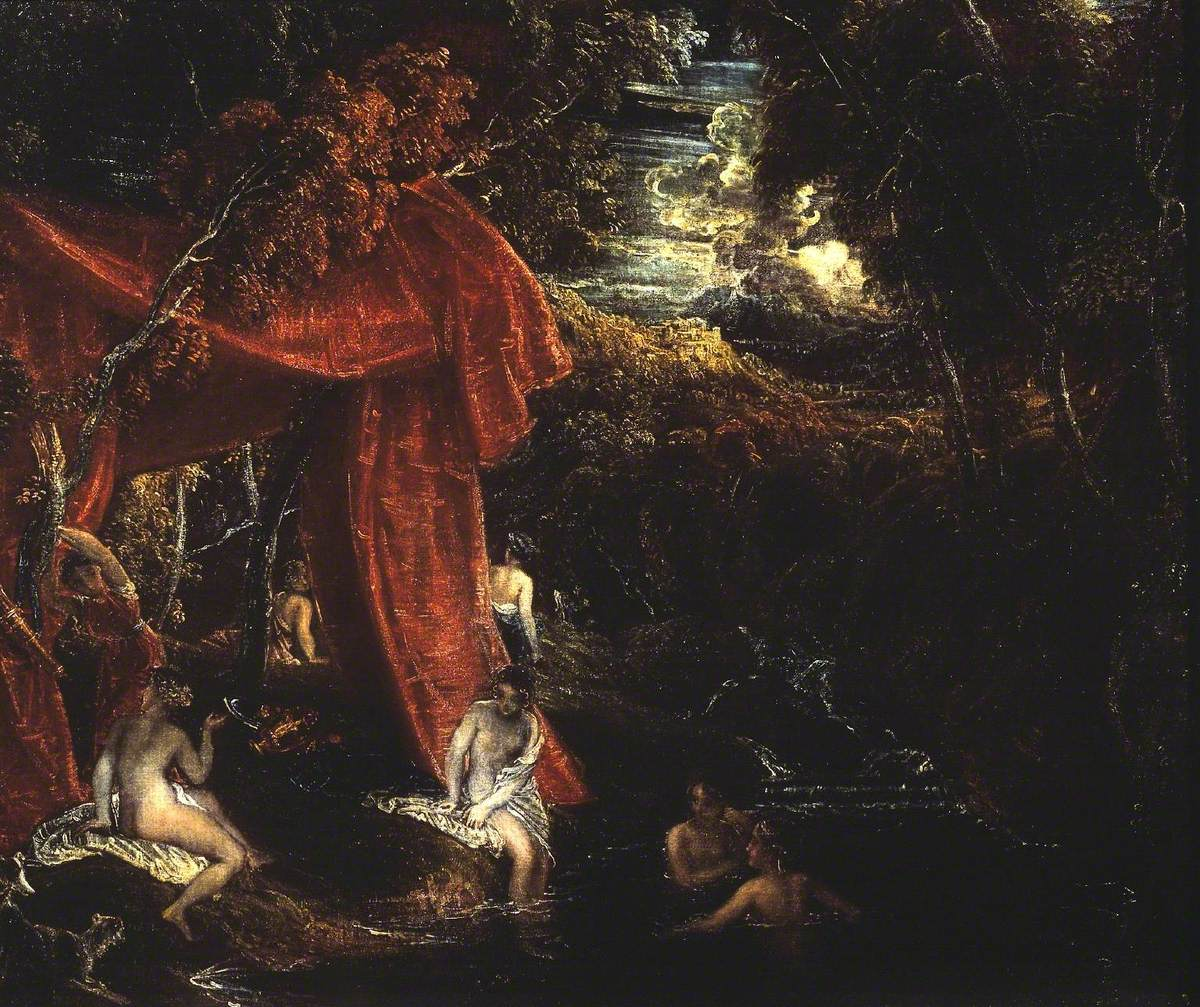
水浴するディアンとニンフ(1816) ナショナル・ギャラリー (ロンドン)
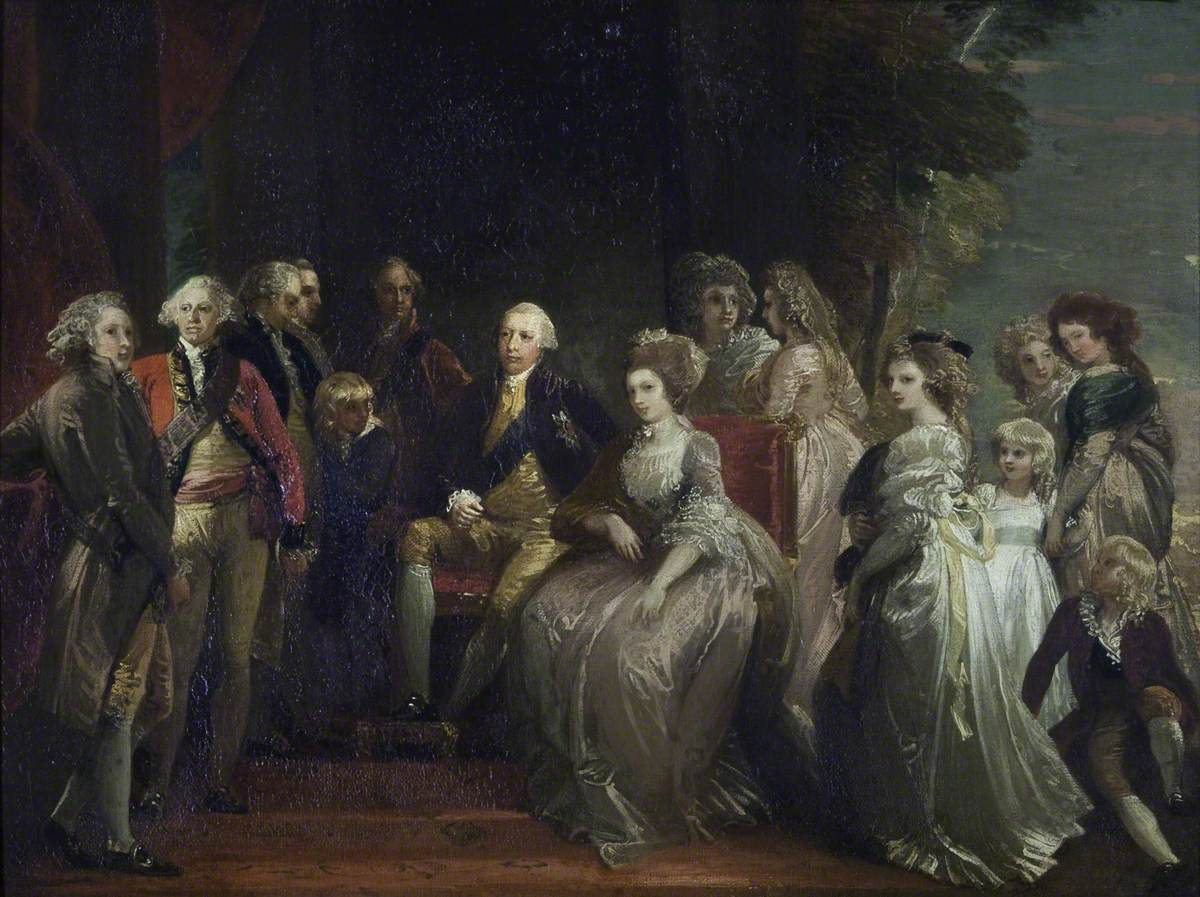
ジョージ3世と家族　(1787) ナショナル・トラスト
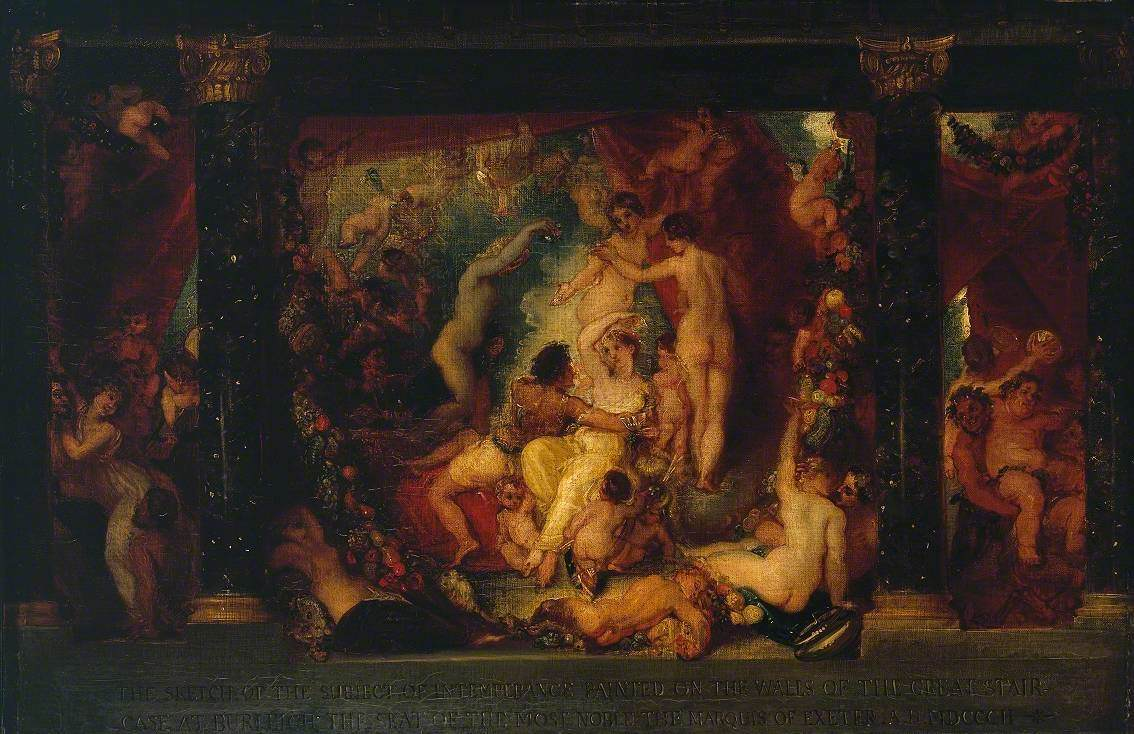
アントニーとクレオパトラ (1802) ナショナル・ギャラリー (ロンドン)